# Costacythere
Costacythere is een geslacht van uitgestorven kreeftachtigen uit de klasse van de Ostracoda (mosselkreeftjes).

## Soorten
- Costacythere aptensis (Oertli, 1958) Babinot et al., 1985 †
- Costacythere granifera (Grosdidier, 1964) Babinot et al., 1985 †
- Costacythere serpentina (Anderson, 1941) Colin & Oertli, 1985 †
- Costacythere yahyiaensis Andreu, Aadjour & Witam, 1993 †